# Belgrandia ionica
Belgrandia ionica е вид охлюв от семейство Hydrobiidae.

## Разпространение и местообитание
Този вид е разпространен в Албания и Гърция.
Обитава сладководни басейни, реки и потоци.